# Hihifo

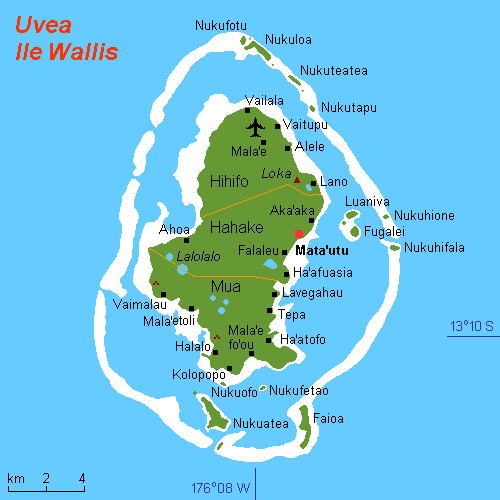
Hihifos läge Wallisön

Hihifo är ett av de tre förvaltningsdistrikt på Wallisön bland Wallis- och Futunaöarna i Stilla havet.

## Geografi
Hihifo har en area om ca 23,4 km² och ligger på Wallisöns norra del.
Befolkningen uppgår till ca 2.400 invånare (1) fördelade på huvudorten Vaitupu i distriktets nordöstra del och övriga större orterna Alele, Malae, Tufuone och Vailala.
I distriktet ligger även Mont Loka (högst med ca 131 m ö.h.), Mont Lulu och Mont Olaliki, tre av öns högsta toppar.
Småöarna Île Nukutapu och Île Nukuloa utanför den östra kusten tillhör förvaltningsmässigt också distriktet. Öns flygplats Wallis Island Airport (flygplatskod "WLS") har kapacitet för lokaltrafik och är belägen i distriktets norra del nära huvudorten.

## Historia
Wallis beboddes troligen av polynesier redan på 1000-talet f.Kr. och Uveariket (ett av de tre kungadömen bland Wallis- och Futunaöarna) grundades i början på 1400-talet.
Den första europeiska kontakten skedde den 16 augusti 1767 av brittiske Samuel Wallis (2).
1837 kom franska missionärer till området och konverterade ursprungsbefolkningen till katolicismen. Efter ett uppror bad missionärerna om franskt beskydd 1842 och ön utropades till franskt protektorat av franske kapten Mallet vilket dock då ej erkändes av Frankrike. Först den 5 april 1887 gjordes Uvea till franskt protektorat under förvaltning från Nya Kaledonien.
1924 blev området en egen koloni och omvandlades sedan den 29 juli 1961 till ett "Territorié d'outre-mer" med viss autonomi och erhöll den 28 mars 2003 slutligen status som franskt "Collectivité d'outre-mer".